# Скоки (Илиноис)
Скоки (енгл. Skokie) град је у америчкој савезној држави Илиноис.

## Демографија
По попису из 2010. године број становника је 64.784, што је 1.436 (2,3%) становника више него 2000. године.
| Група             | 2000.          | 2010.          |
| Белци             | 41.549 (65,6%) | 35.955 (55,5%) |
| Афроамериканци    | 2.854 (4,5%)   | 4.701 (7,3%)   |
| Азијати           | 13.483 (21,3%) | 16.549 (25,5%) |
| Хиспаноамериканци | 3.620 (5,7%)   | 5.728 (8,8%)   |
| Укупно            | 63.348         | 64.784         |